# برايان براون
برايان براون (بالإنجليزية: Brian Brown)‏ (24 ديسمبر 1992 في جامايكا - ) هو لاعب كرة قدم جامايكي في مركز الهجوم. شارك مع منتخب جامايكا لكرة القدم. أما مع النوادي، فقد لعب مع فيلادلفيا يونيون ونادي هاربور فيو وتشارلوت إندبنتنس ومونتيغو باي يونايتد ‏ وإندي إليفن.

## وصلات خارجية
- برايان براون على موقع أرشيف الشارخ.
- برايان براون على موقع الدوري الأمريكي (الإنجليزية)
- برايان براون على موقع قاعدة بيانات كرة القدم.إي يو (الإنجليزية)
- برايان براون على موقع ناشيونال فوتبول تيمز (الإنجليزية)
- برايان براون على موقع Soccerway.com (الإنجليزية)
- برايان براون على موقع عالم كرة القدم.نت (الإنجليزية)